# Gonyleptidae
Gonyleptidae is een familie uit de orde van de hooiwagens. De wetenschappelijke naam werd voor het eerst beschreven door Carl Jakob Sundevall in 1833. De neotropische Gonyleptidae tellen meer dan 800 soorten.

## Onderfamilies
Gonyleptidae telden in 2019 16 onderfamilies, 284 geslachten en 823 soorten:
- Ampycinae (2 geslachten; 3 soorten)
- Bourguyiinae (8; 15)
- Caelopyginae (9; 29)
- Cobaniinae (1; 2)
- Goniosomatinae (5; 46)
- Gonyassamiinae (2; 3)
- Gonyleptinae (38; 142)
- Hernandariinae (4; 12)
- Heteropachylinae (8; 11)
- Metasarcinae (13; 25)
- Mitobatinae (1; 45)
- Pachylinae (129; 400)
- Pachylospeleinae (1; 1)
- Progonyleptoidellinae (10; 17)
- Sodreaninae (4; 5)
- Tricommatinae (29; 51)